# Opel Ascona C
L'Opel Ascona C est une voiture de la catégorie familiale routière fabriquée par Adam Opel AG d'août 1981 à octobre 1988. Il s'agissait de la variante Opel des modèles à plate-forme J de General Motors (GM), produits dans de nombreux pays.

## Historique du modèle

### Général

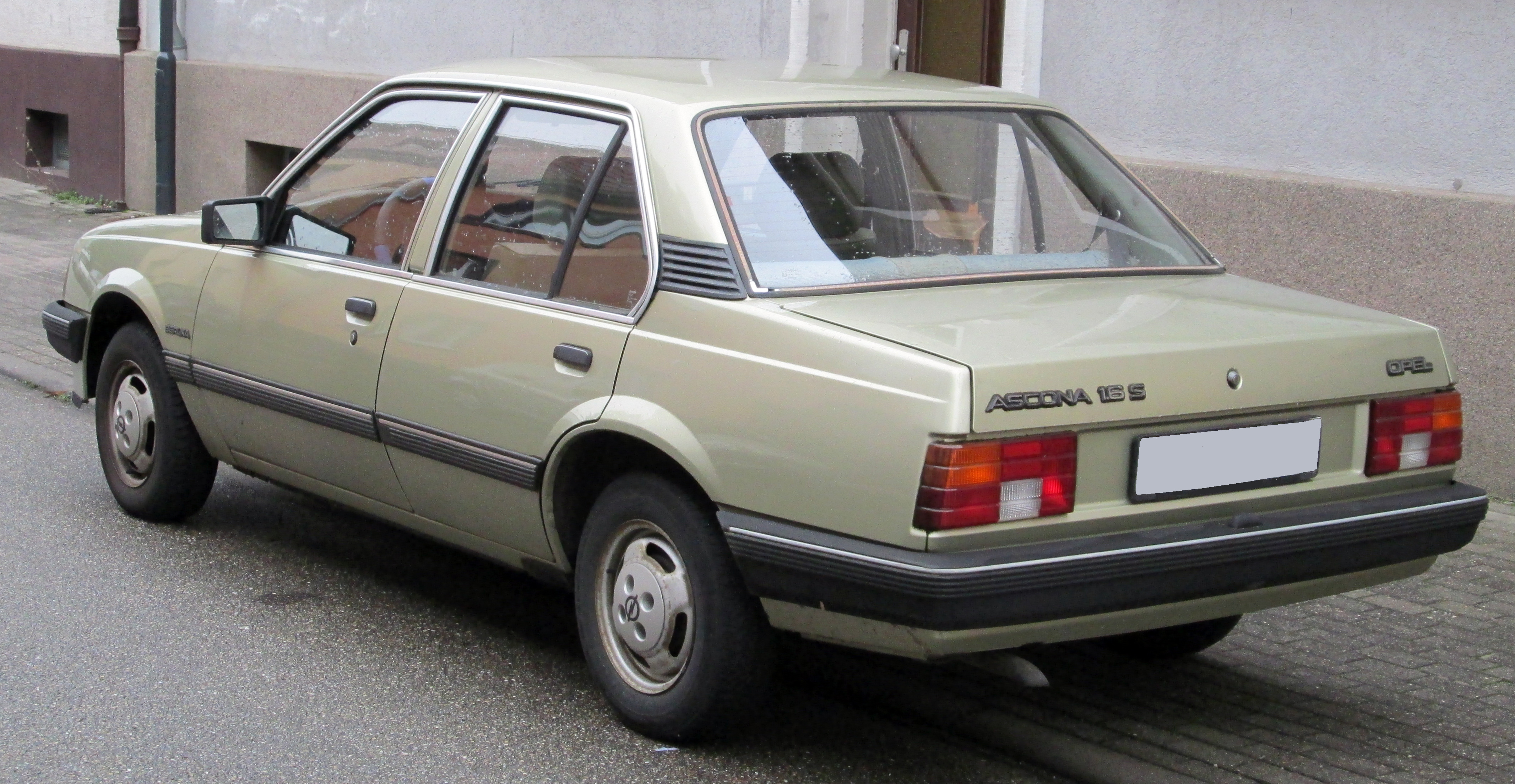
Opel Ascona en berline quatre portes (1981-1984), vue arrière

L'Ascona C, a été entièrement repensée jusqu'à la transmission automatique; seuls le moteur de 1,3 litre et la transmission manuelle associée ont été introduits deux ans plus tôt avec l'Opel Kadett D.
Il s'agissait de la première Opel de cette catégorie dotée d'une traction avant et d'un moteur monté transversalement. Elle était proposée en version tricorps deux et quatre portes ainsi qu'en version bicorps cinq portes avec un grand hayon. Plusieurs carrossiers ont converti des berlines tricorps deux portes en cabriolets; l'un de ces modèles était disponible via le réseau de concessionnaires Opel.
L’histoire de l’Opel Ascona C peut être divisée en trois parties. Les versions diffèrent légèrement par la carrosserie et l'équipement. Le changement le plus important a été le passage de l'Ascona C1 à l'Ascona C2 avec d'importantes modifications de la carrosserie. Entre autres choses, les supports de siège en tôle ont été modifiés.

### Ascona C1 (d'août 1981 à octobre 1984)
Disponible avec les moteurs suivants : 1.3 N, 1.3 S, 1.6 N, 1.6 SH, 1.8 E (à partir de l'année modèle 1983) et 1.6 D.

#### Niveaux d'équipement
- Équipement de base (non spécifié, toutes les variantes de carrosserie, pas avec le moteur 1.8 E)
- Luxus (toutes les variantes de carrosserie, tous les moteurs)
- Berlina (toutes les variantes de carrosserie, tous les moteurs)
- CD (à partir de l'année modèle 1983, seulement en quatre et cinq portes, uniquement avec le moteur 1.8 E)
- SR (toutes les variantes de carrosserie, uniquement avec le moteur 1.6 SH), SR/E (à partir de l'année modèle 1983, toutes les variantes de carrosserie, uniquement avec le moteur 1.8 E)

#### Modèles spéciaux
- Touring (à partir de l'année modèle 1983, seulement en quatre et cinq portes, moteur 1.3 N, 1.3 S, 1.6 N, 1.6 SH et 1.6 D)
- J (à partir de l'année modèle 1983, toutes les variantes de carrosserie, moteur 1.3 N, 1.3 S, 1.6 N et 1.6 SH)
- Sport (année modèle 1984, seulement en deux et quatre portes, uniquement avec le moteur 1.6 SH et 1.8 E)

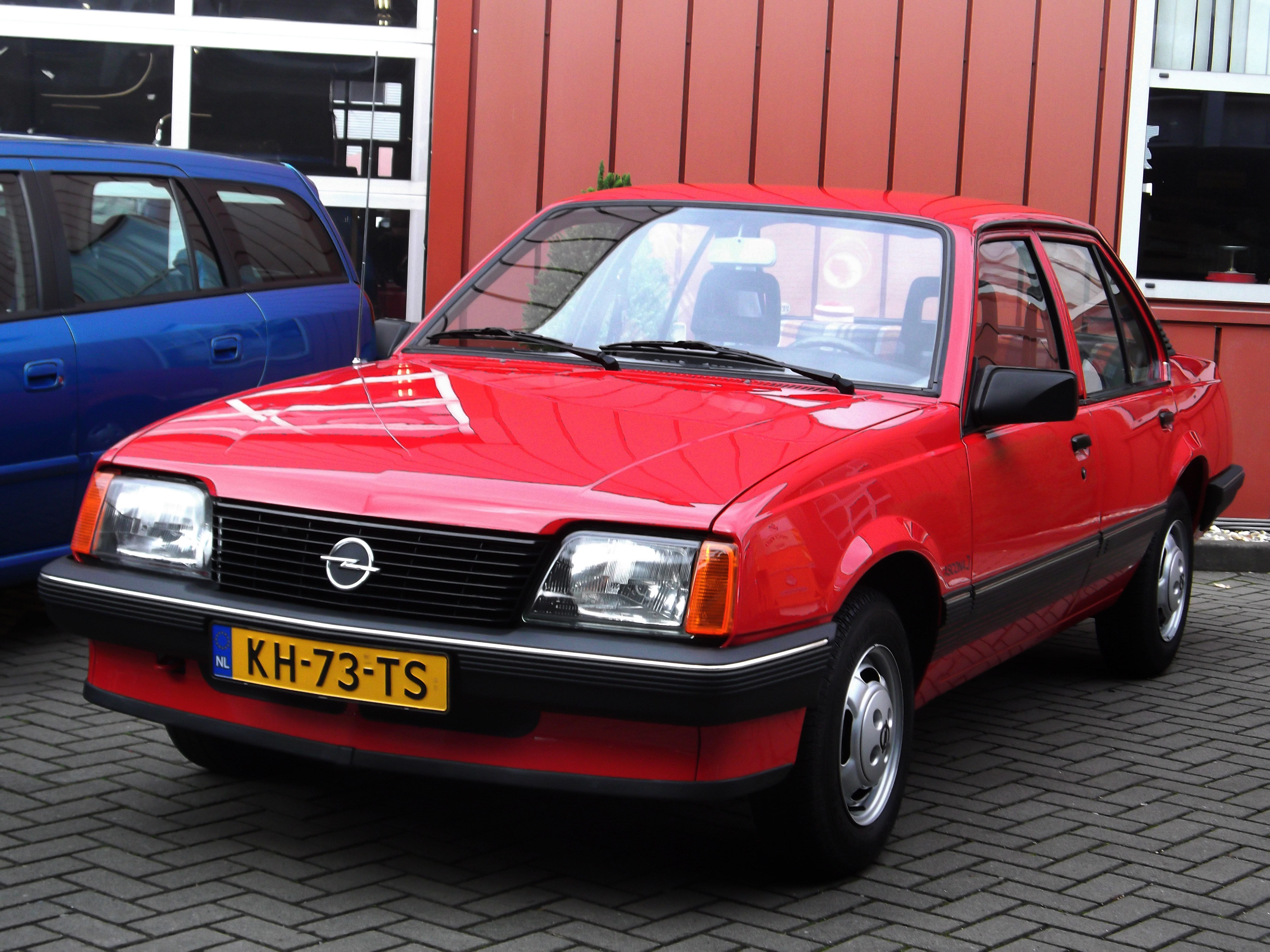
Opel Ascona J (1983–1984)
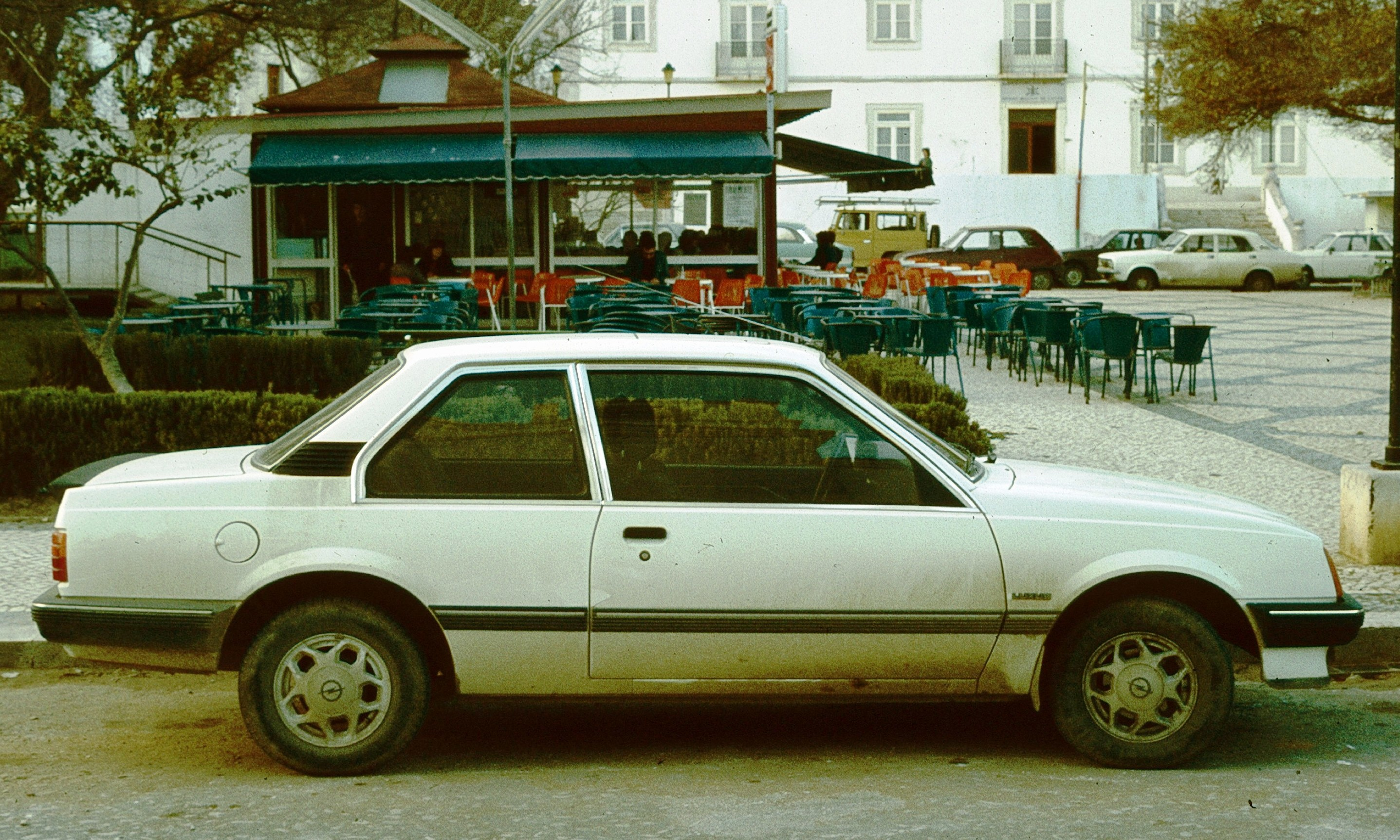
Opel Ascona en berline deux portes (1981–1984)
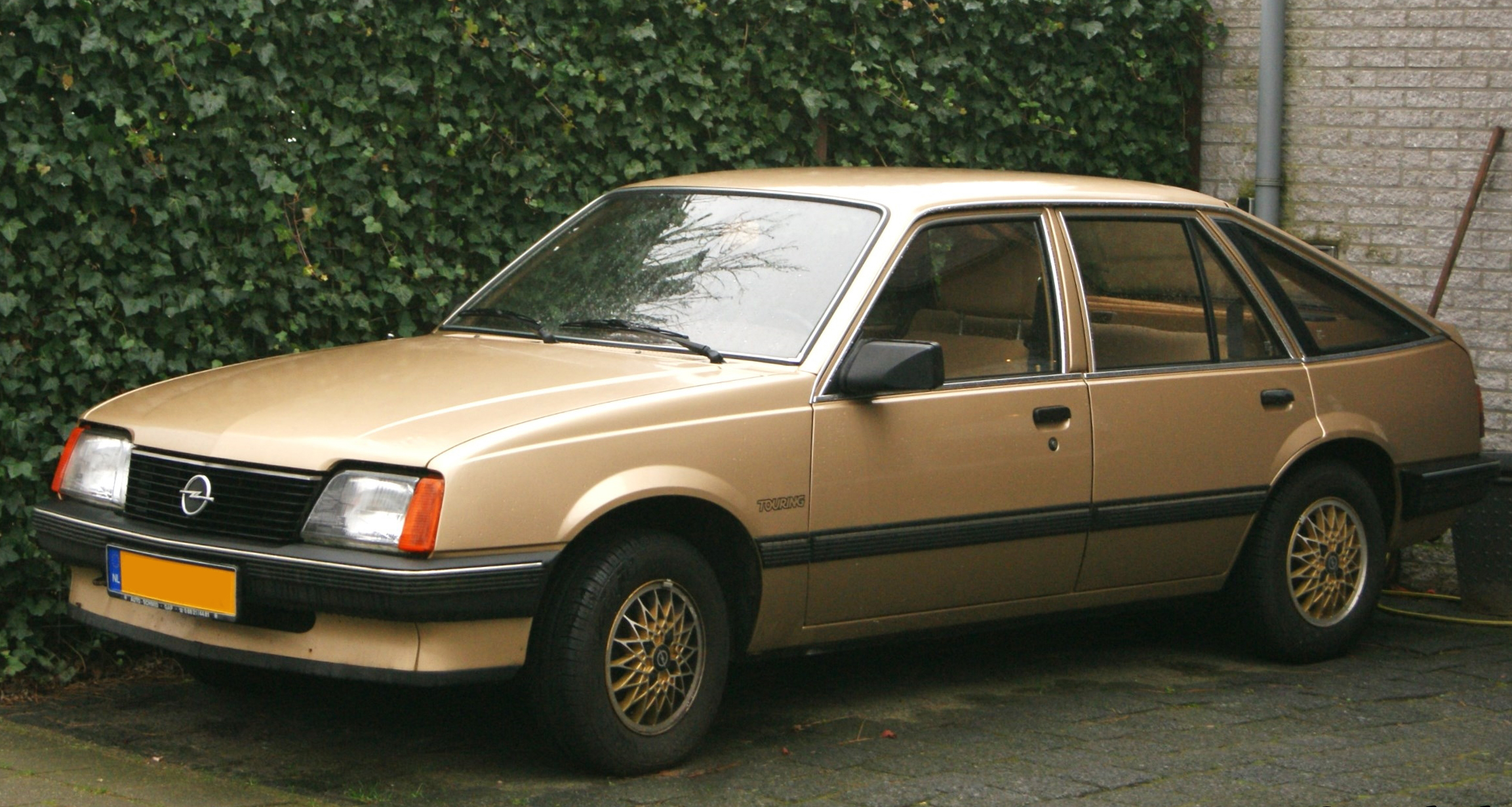
Opel Ascona à hayon (1981–1984)
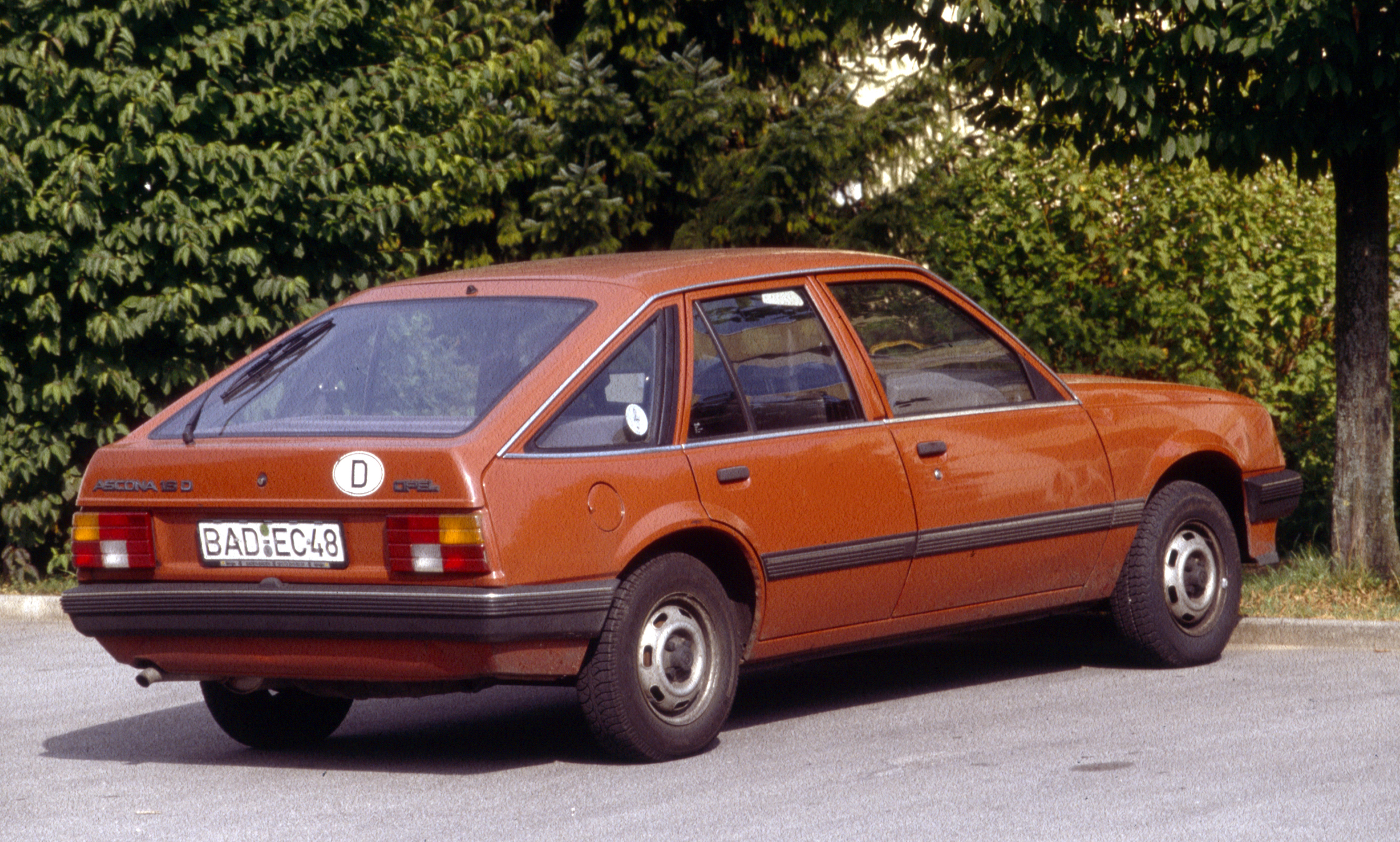
Opel Ascona à hayon (1981–1984)
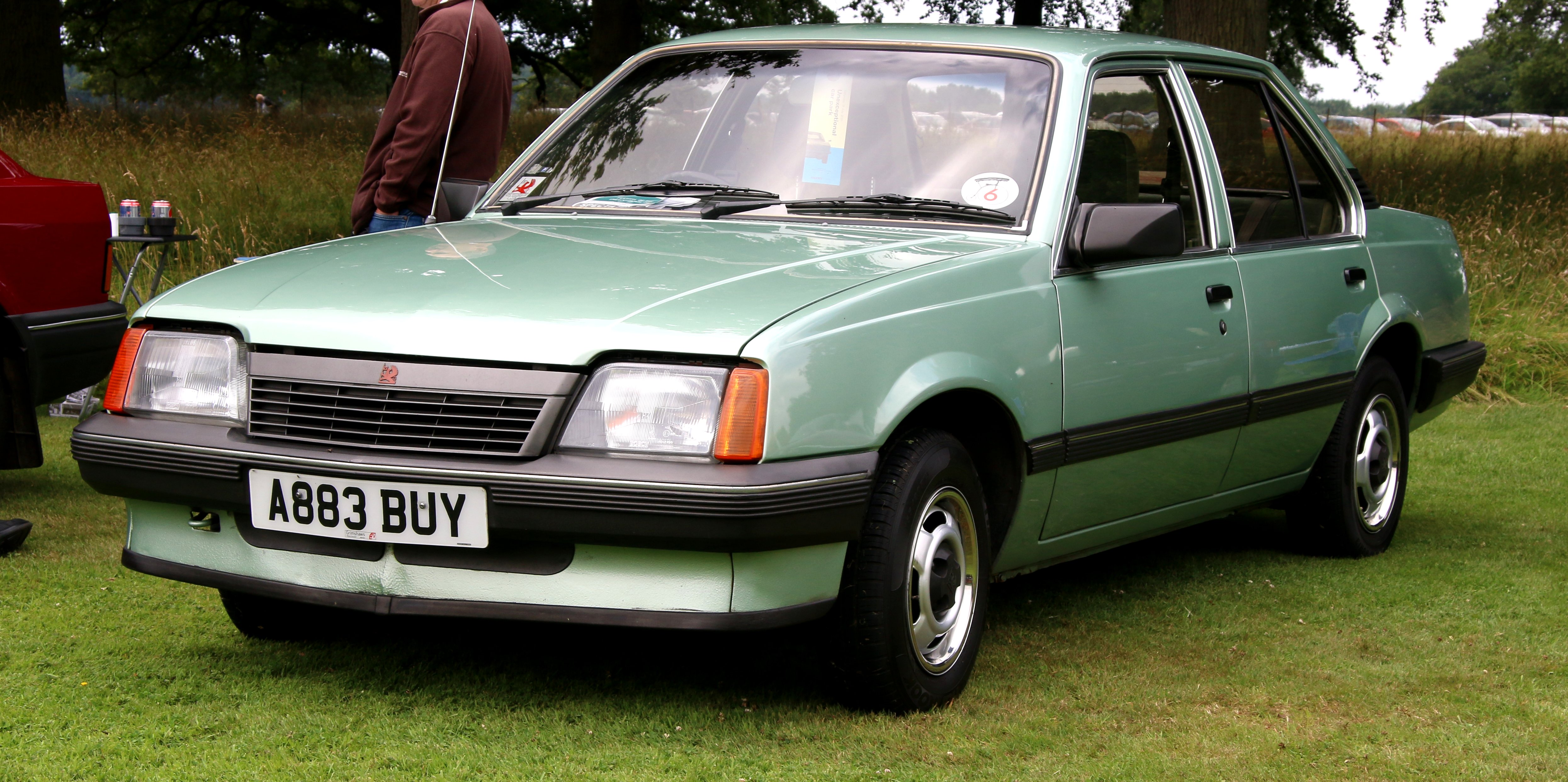
Vauxhall Cavalier 1.6 GL
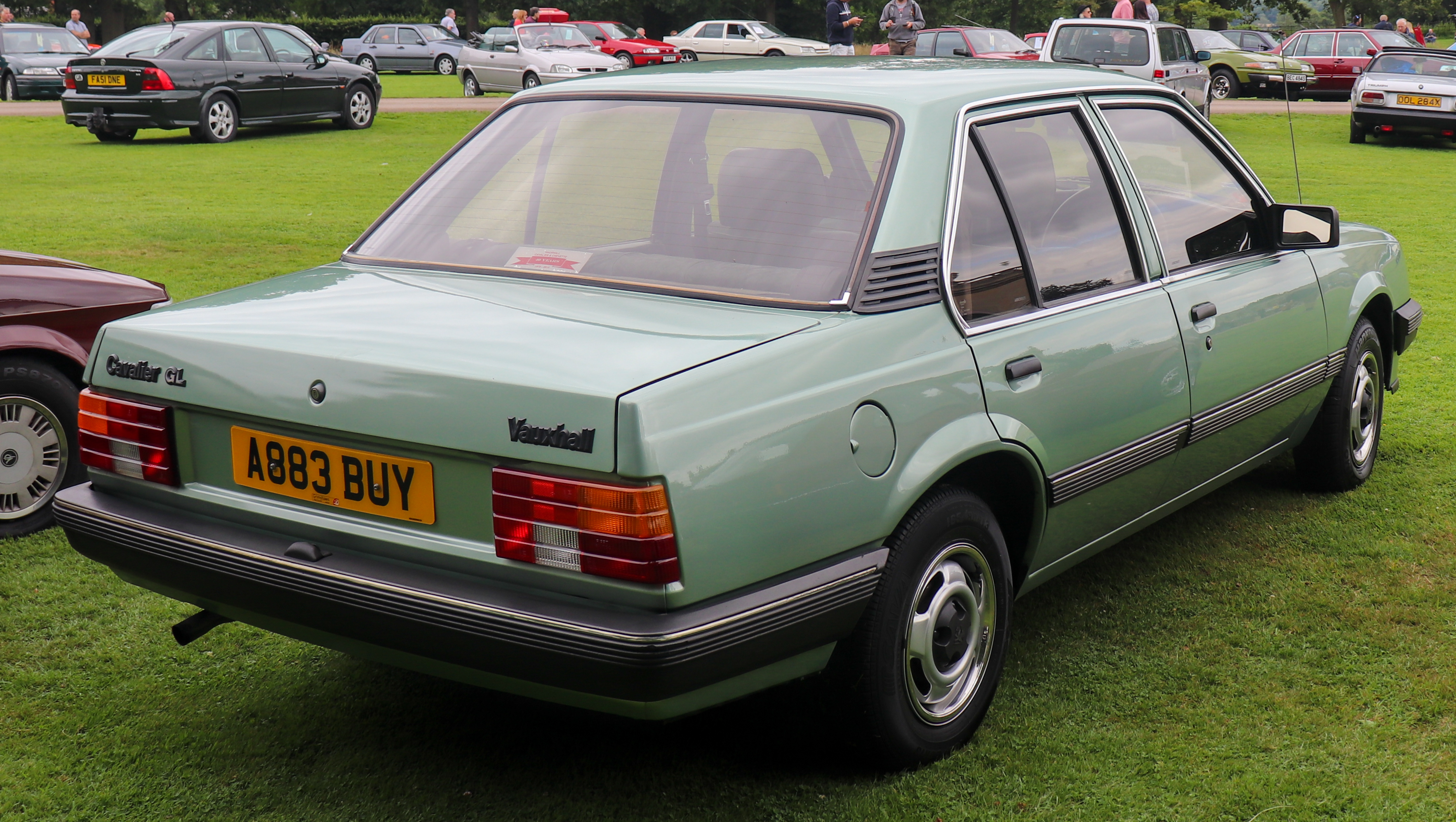
Vauxhall Cavalier 1.6 GL
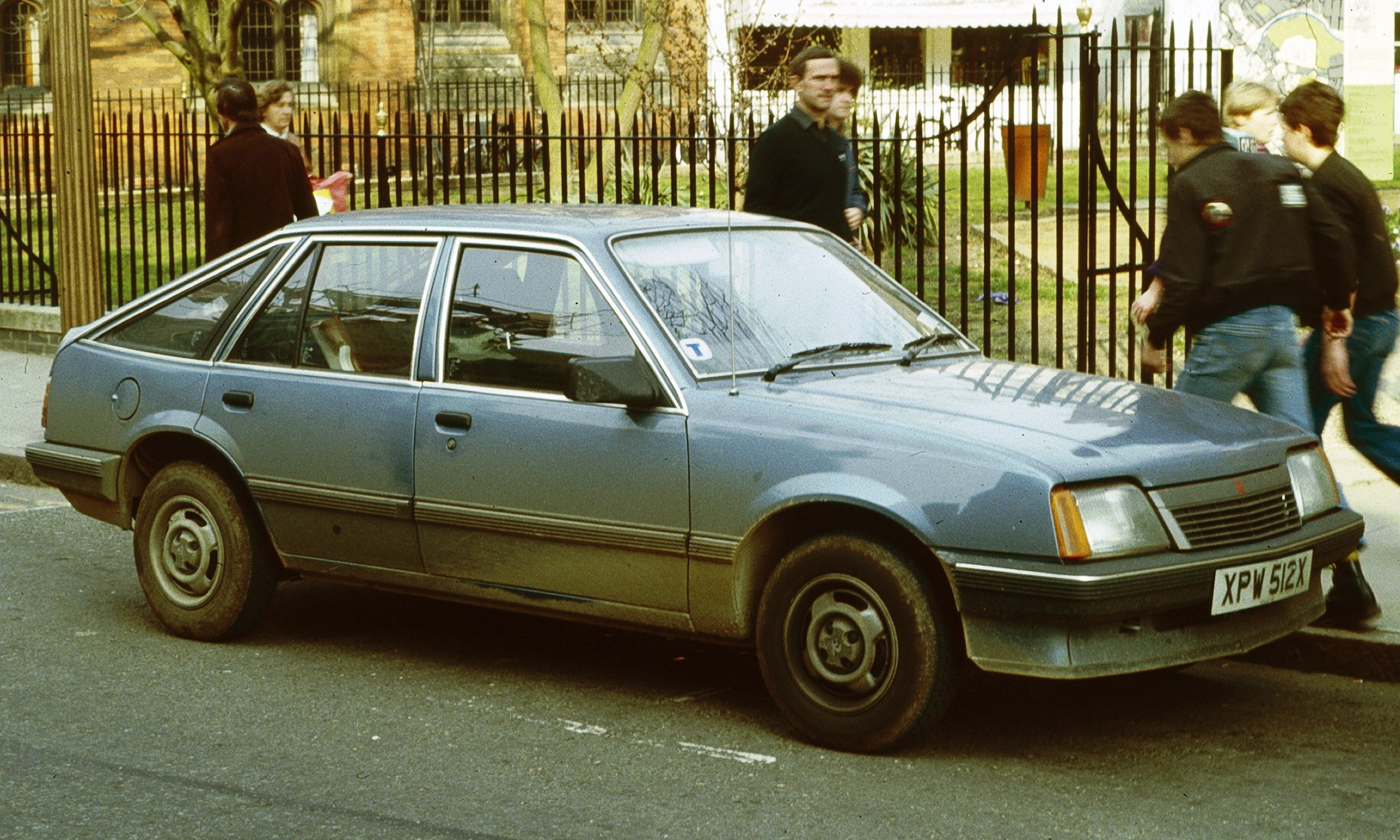
Vauxhall Cavalier II à hayon
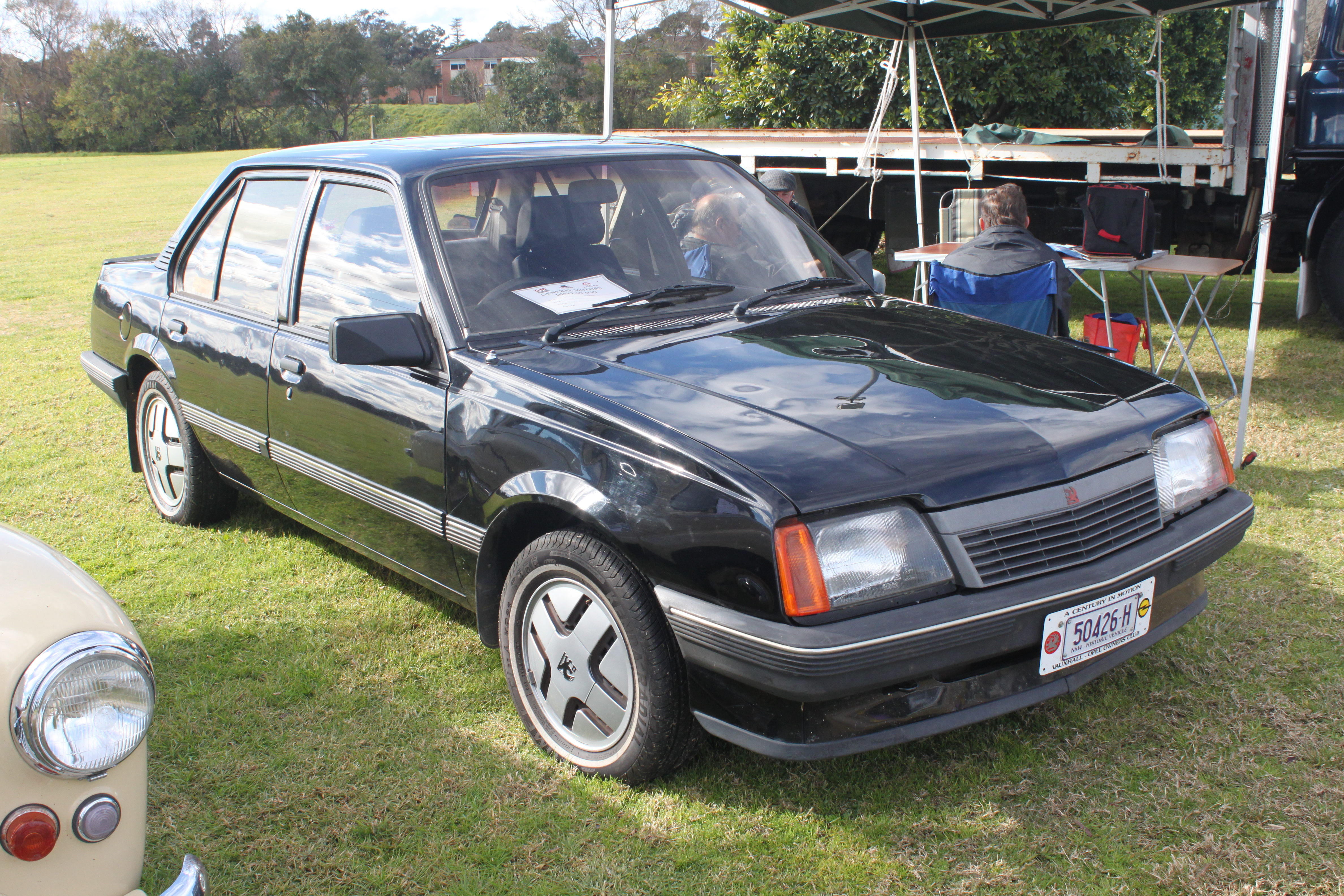
Vauxhall Cavalier SRi

### Ascona C2 (d'octobre 1984 à août 1986)

#### Changements par rapport à l'Ascona C1
- Nouveaux phares et clignotants
- Calandre de l'Ascona CD maintenant sur tous les modèles
- Feux arrière désormais avec des bandes noires
- Cache entre les feux arrière
- Nouveaux sièges et consoles de sièges comme dans la Kadett E
- Instruments avec le nouveau design de la Kadett E
- Grande lampe intérieure dans un nouveau design, comme dans la Kadett E
- Fixation du rétroviseur intérieur au pare-brise
- Les pare-chocs et les garnitures sont désormais gris au lieu de noirs. Egalement marron sur certains modèles
- Les moteurs équipés de carburateurs Varajet disposent désormais d'un starter manuel

Disponible avec les moteurs suivants : 1.3 N, 1.3 S, 1.6 N, 1.6 N avec Euronorme à partir de l'année modèle 1986, 1.6 SH, 1.8 E, 1.6 D, 1.6 DA et 1.8 NE à partir de 1985 (pas pour les berlines deux portes)
L'Ascona C 1.8 NE avait pour la première fois un catalyseur.

#### Niveaux d'équipement
- LS (anciennement Ascona, toutes les variantes de carrosserie, tous les moteurs, sauf le 1.8 E)
- GL (anciennement Luxus, toutes les variantes de carrosserie, tous les moteurs)
- GLS (anciennement Berlina, seulement en quatre et cinq portes, tous les moteurs)
- CD (seulement en quatre et cinq portes, uniquement avec le moteur 1.6 SH, 1.8 NE et 1.8 E)
- GT (anciennement SR et SR/E, toutes les variantes de carrosserie, uniquement avec le moteur 1.6 SH, 1.8 NE et 1.8 E)

#### Modèles spéciaux
- GT/Sport (année modèle 1986, toutes les variantes de carrosserie, moteurs comme la GT)
- Touring (année modèle 1986, seulement en quatre et cinq portes, uniquement avec le moteur 1.6 N, 1.6 SH, 1.8 NE, 1.8 E et 1.6 D)

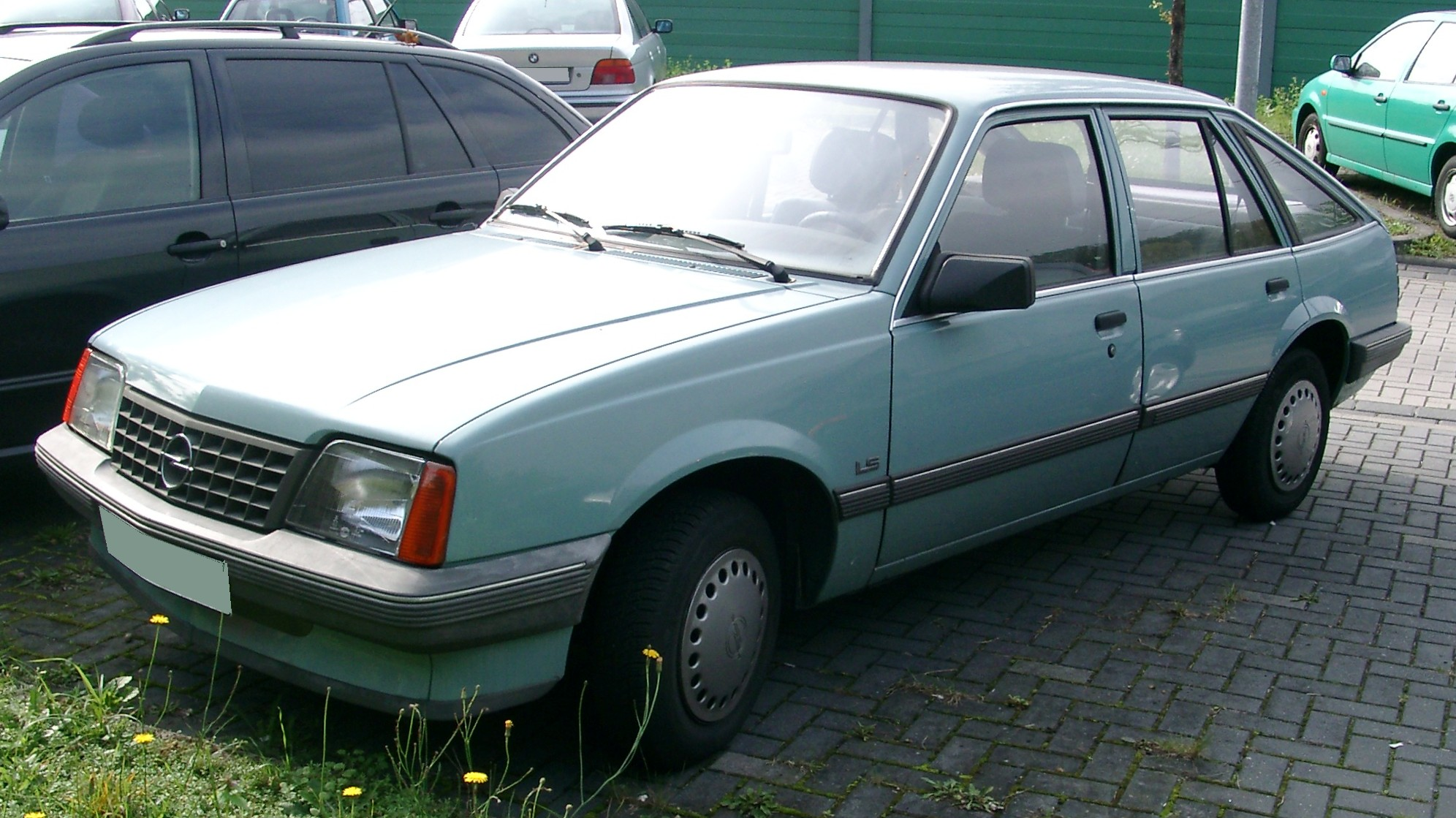
Opel Ascona à hayon (1984–1986)
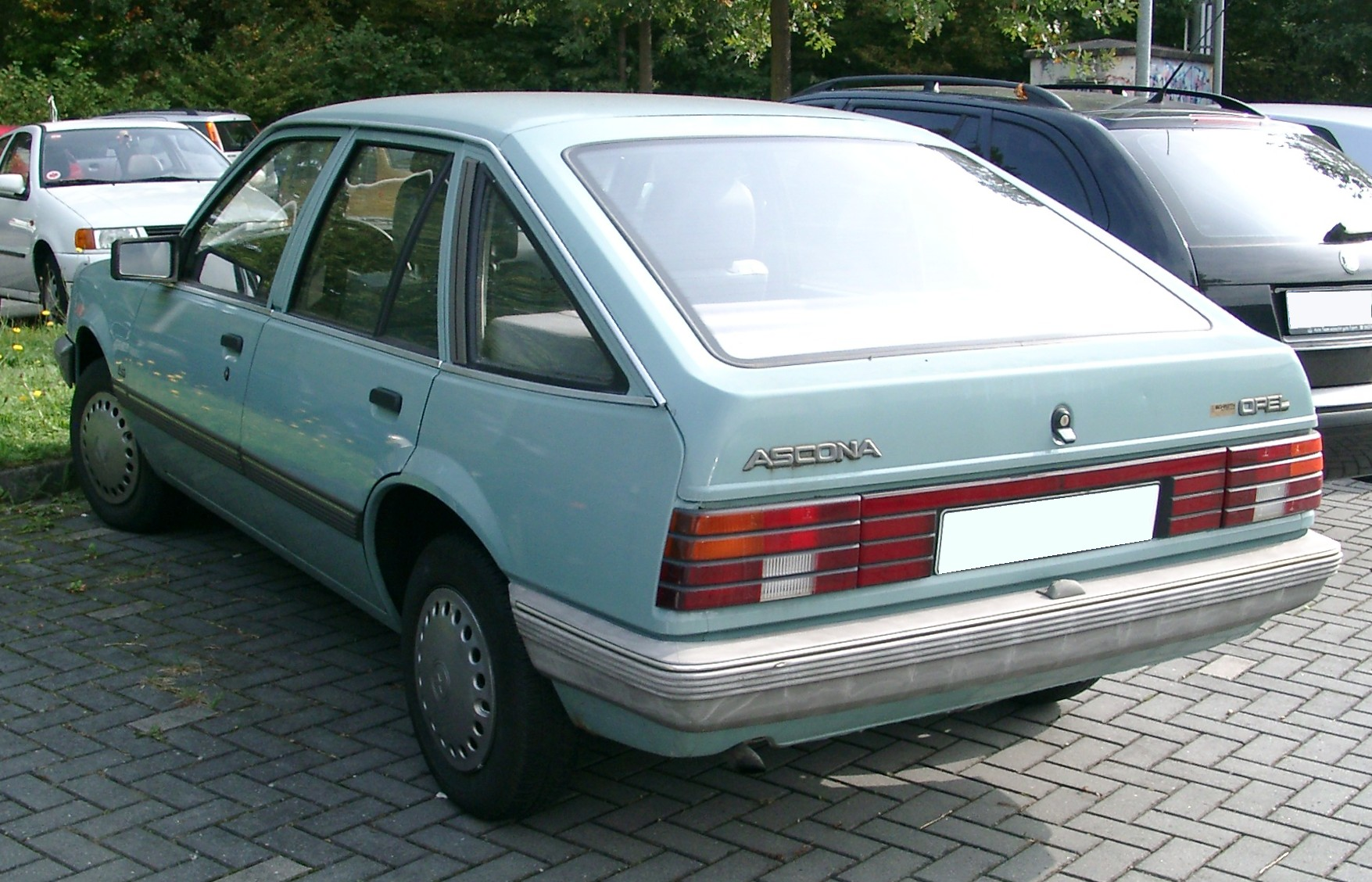
Vue arrière
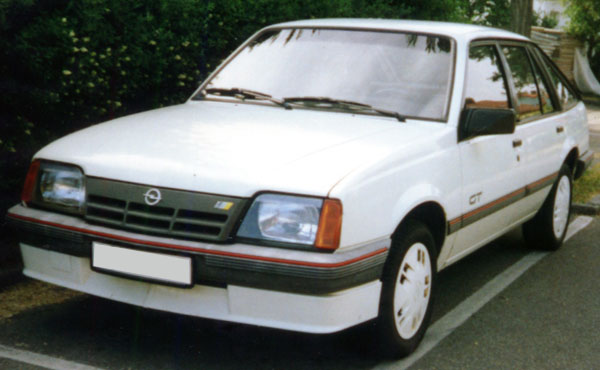
Opel Ascona GT
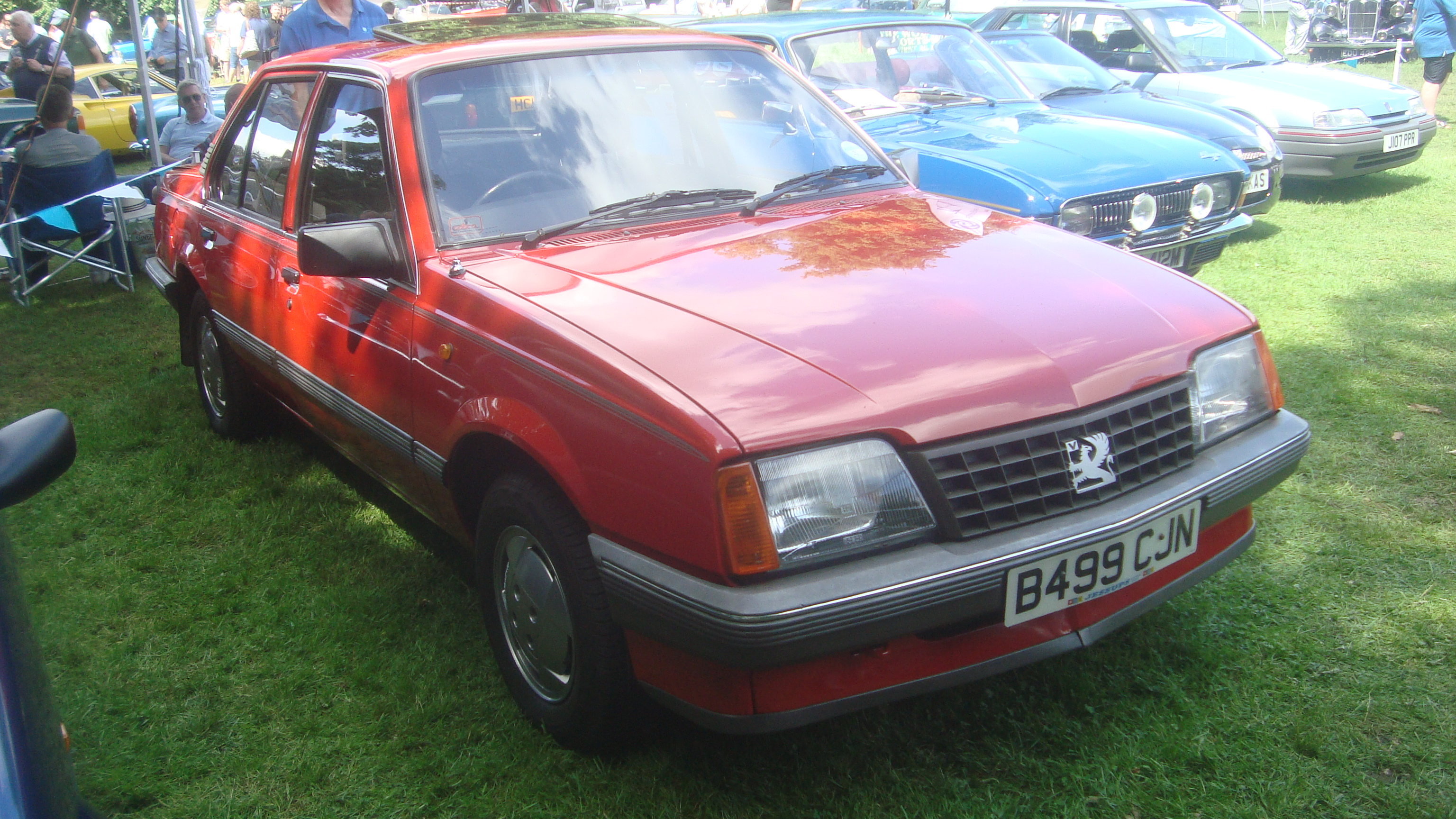
Vauxhall Cavalier 1.6 GLS
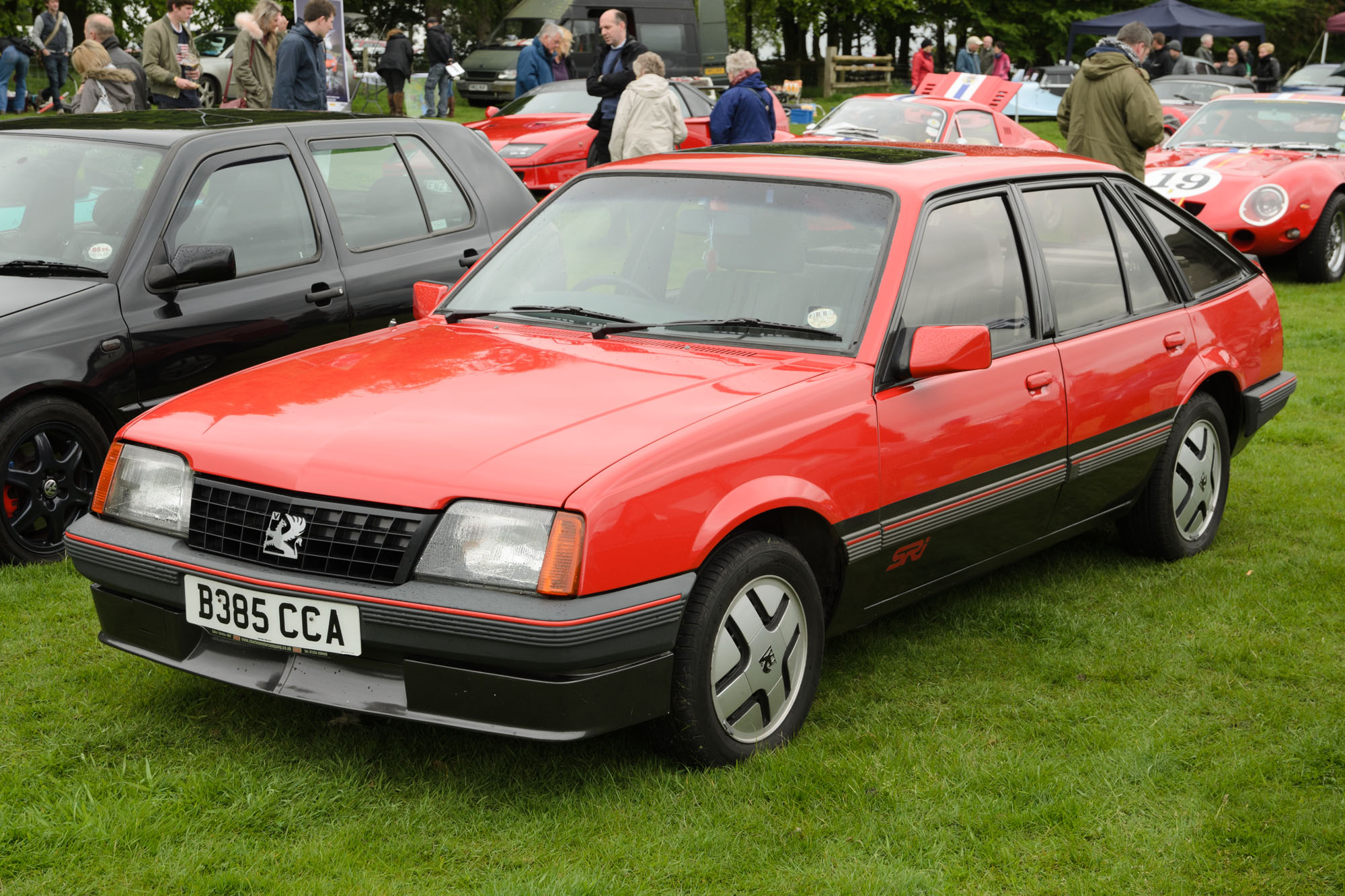
Vauxhall Cavalier SRi
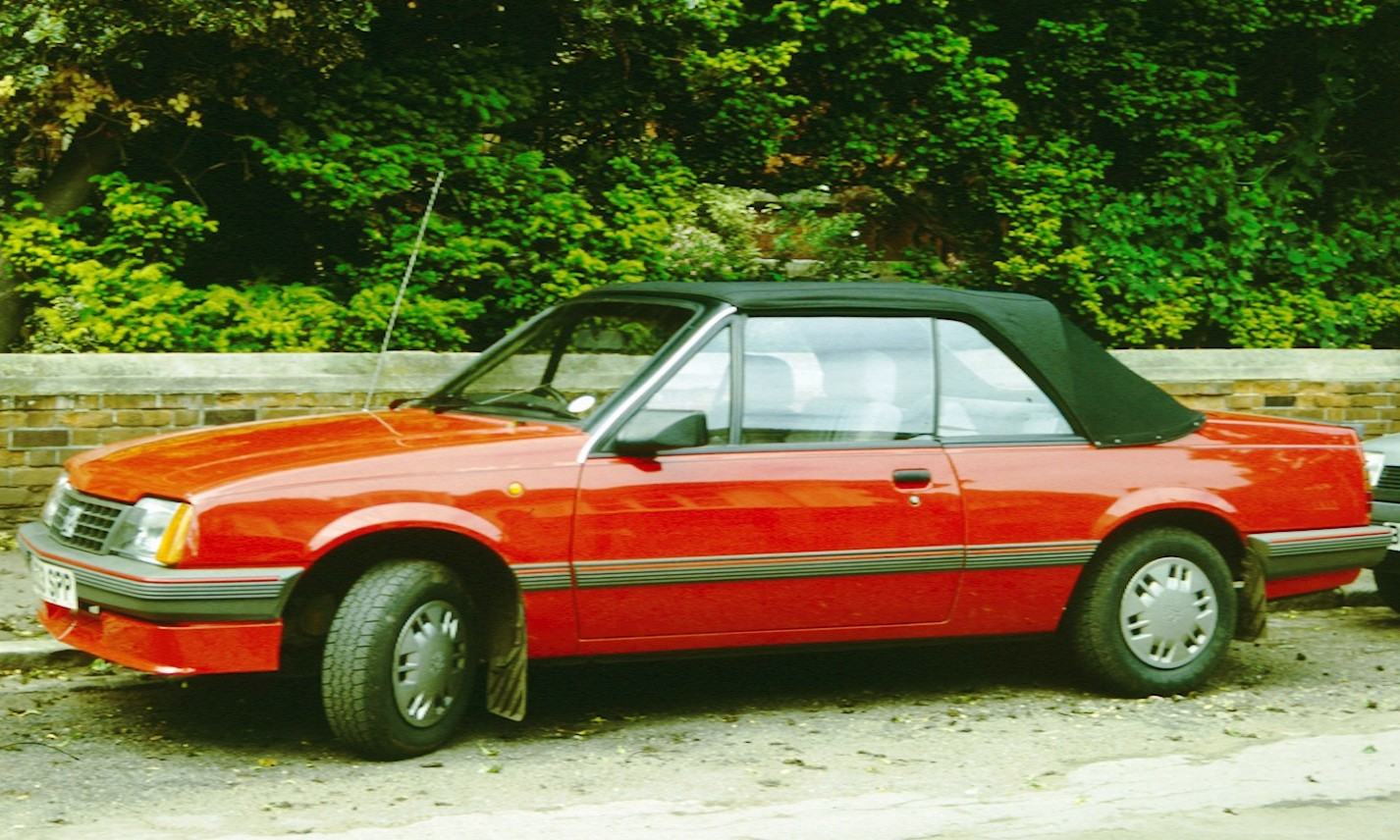
Vauxhall Cavalier cabriolet

### Ascona C3 (d'août 1986 à octobre 1988)

#### Changements par rapport à l'Ascona C2
- Nouveaux feux arrière, y compris un nouveau panneau arrière
- Nouveau spoiler avant pour tous les modèles
- Aménagements intérieurs de qualité supérieure
- Clignotants avant blancs
- Nouvelle calandre, peinte de couleur carrosserie
- Pare-chocs, baguettes décoratives et lettrage en bleu-gris

Disponible avec les moteurs suivants : 1.6 N, 1.6 SV (seulement l'année modèle 1987), 1.8 NV, 1.6 NZ, 1.6 LZ, 2.0 NE, 2.0 NEF, 2.0 SEH et 1.6 DA.

#### Niveaux d'équipement
- LS (toutes les variantes de carrosserie, tous les moteurs, sauf le 2.0 SEH)
- GL (seulement en quatre et cinq portes, tous les moteurs, sauf le 2.0 SEH)
- GLS (seulement en quatre et cinq portes, tous les moteurs, sauf le 2.0 SEH)
- GT (toutes les variantes de carrosserie, moteurs 1.6 SV (seulement en 1987), 1.8 NV (seulement en 1988), 2.0 NE et 2.0 SEH)

#### Modèles spéciaux
- Jubilee (année modèle 1987, seulement en quatre et cinq portes, moteurs 1.6 NZ, 2.0 NE et 1.8 NV exclusivement pour la Jubilee en 1987)
- Sprint (version Irmscher, à partir de l'année modèle 1987, seulement en tricorps quatre portes, uniquement avec le moteur 2.0 NE et 2.0 SEH), construite par Irmscher à 1 399 unités avec quatre couleurs. En Suisse, l'Ascona Sprint était disponible sous le nom d'i200, qu'Irmscher a construit à 879 unités. Pour le marché britannique, environ 500 véhicules avec conduite à droite ont été construits par Irmscher sous le nom de Vauxhall Cavalier Calibre.

En octobre 1988, l'Opel Ascona C a été remplacée par l'Opel Vectra A. À la fin de la production, 1 721 647 Ascona C avaient été fabriquées.

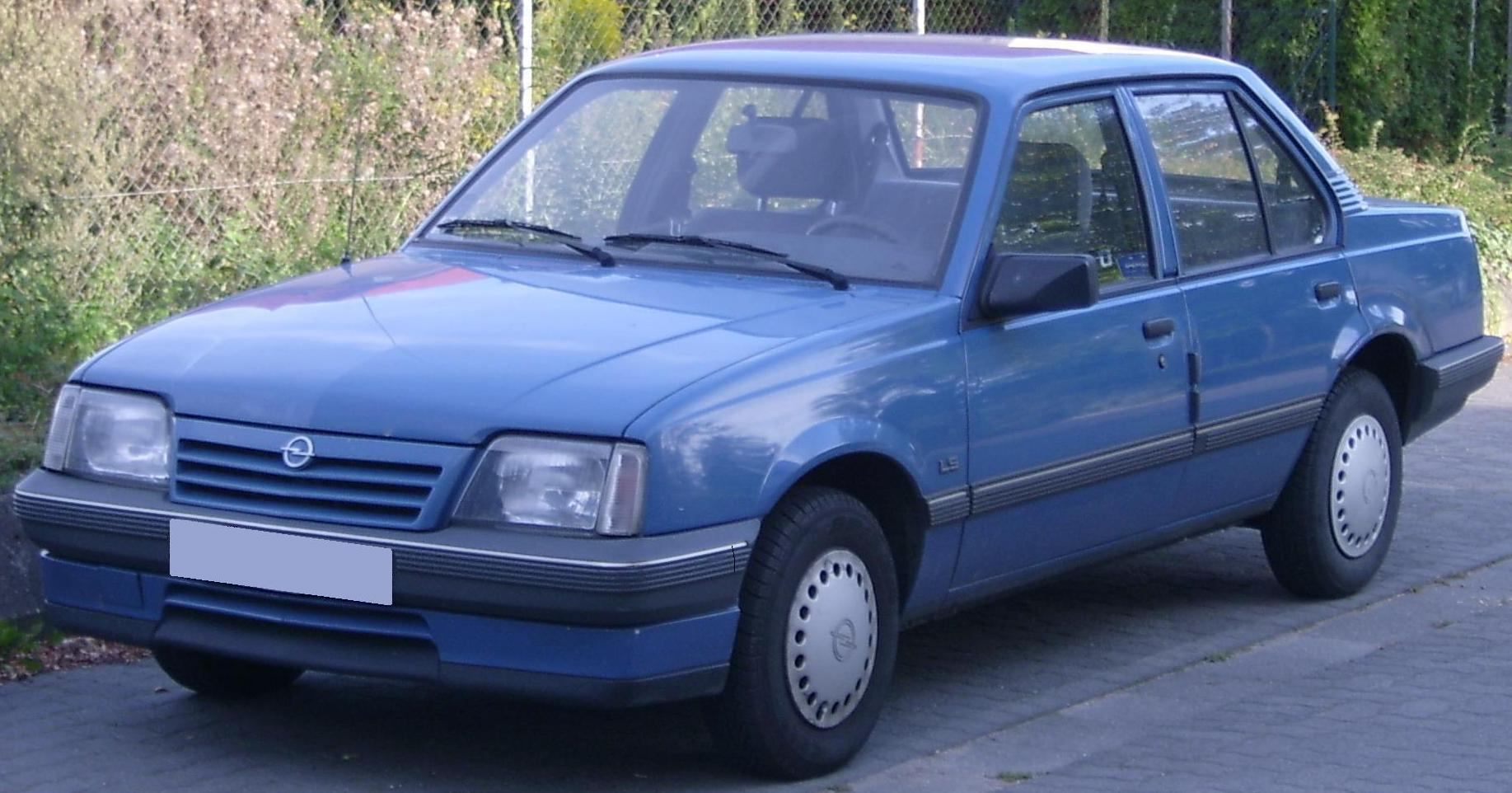
Opel Ascona tricorps (1986–1988)
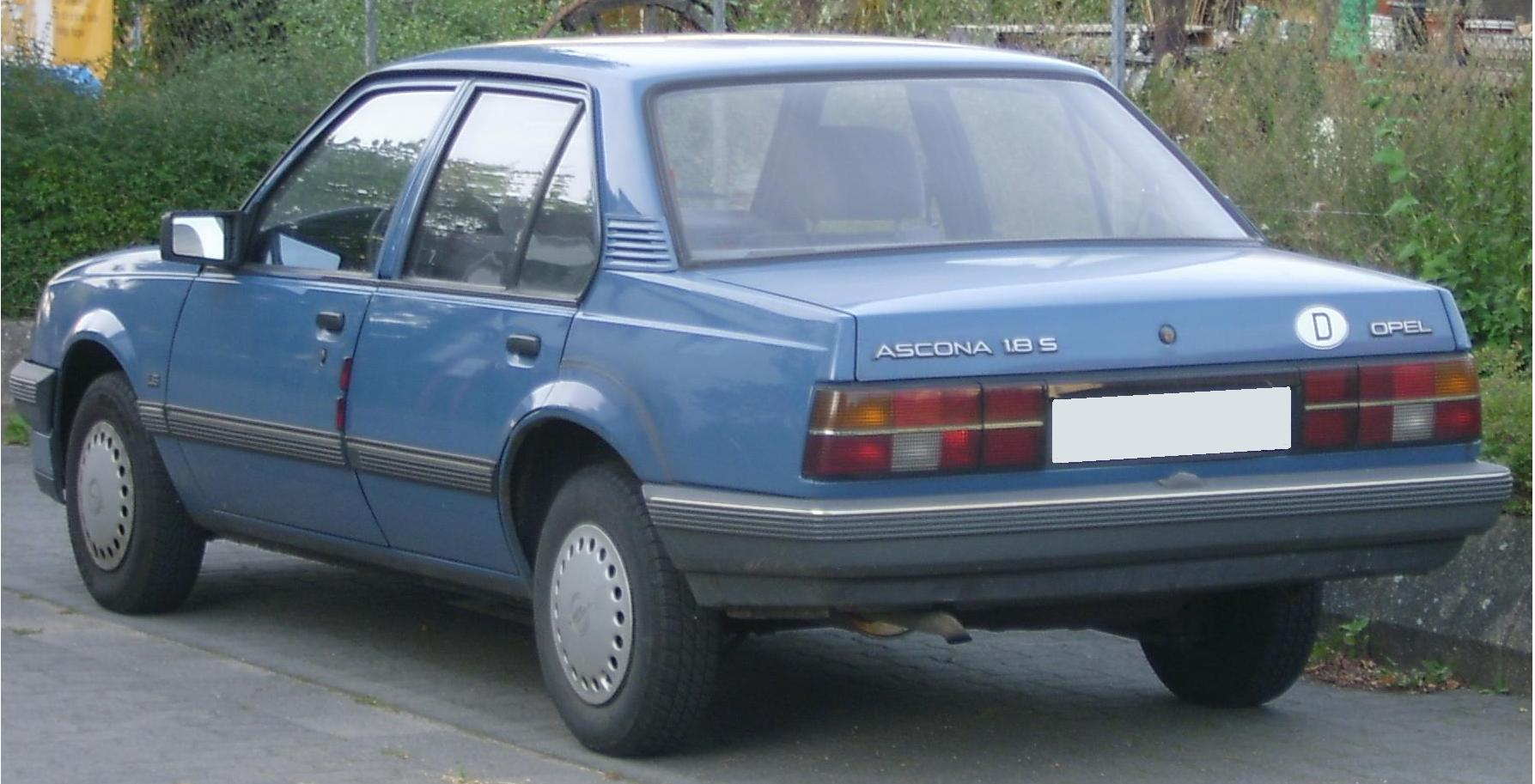
Vue arrière
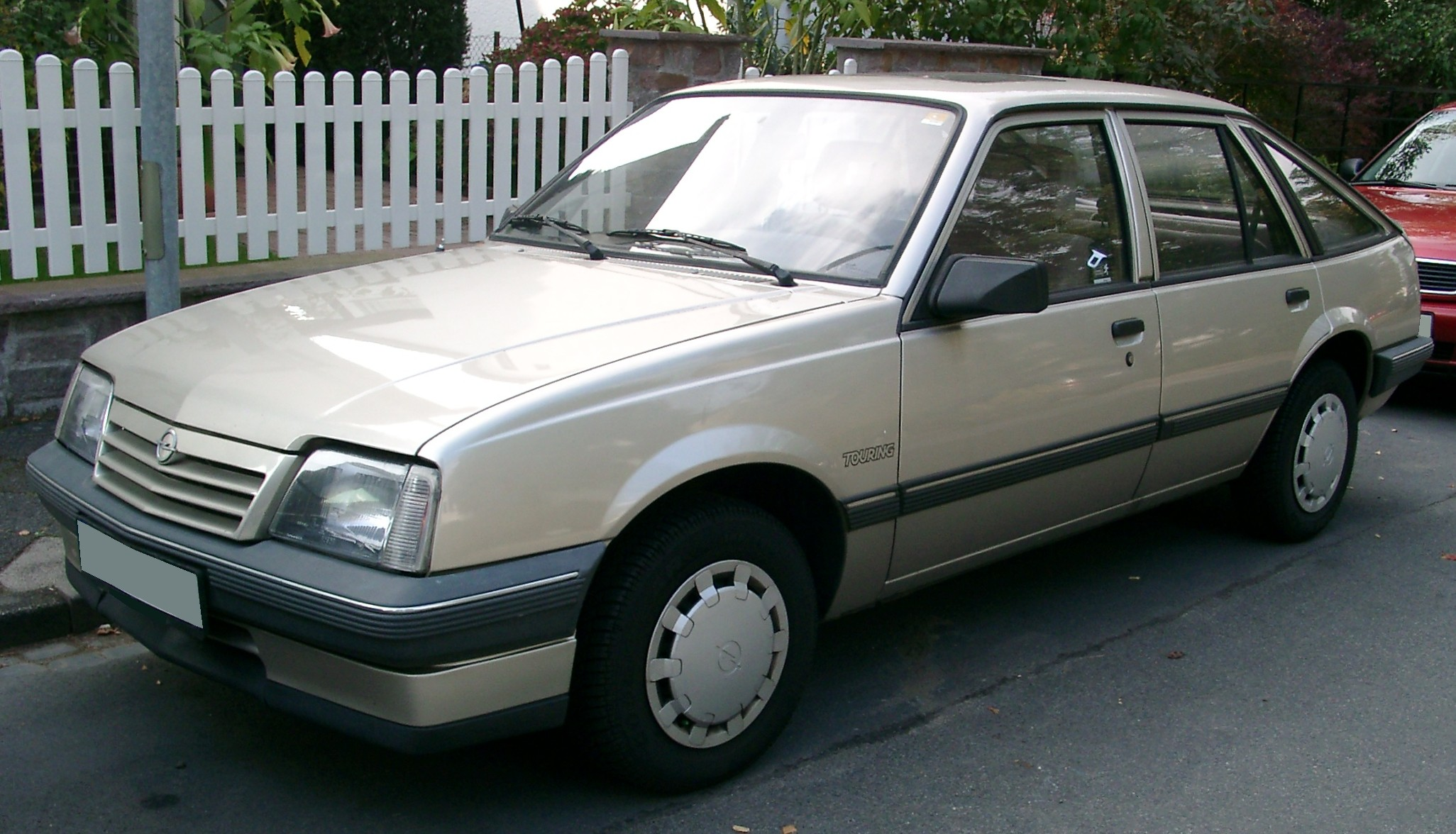
Opel Ascona à hayon (1986–1988)
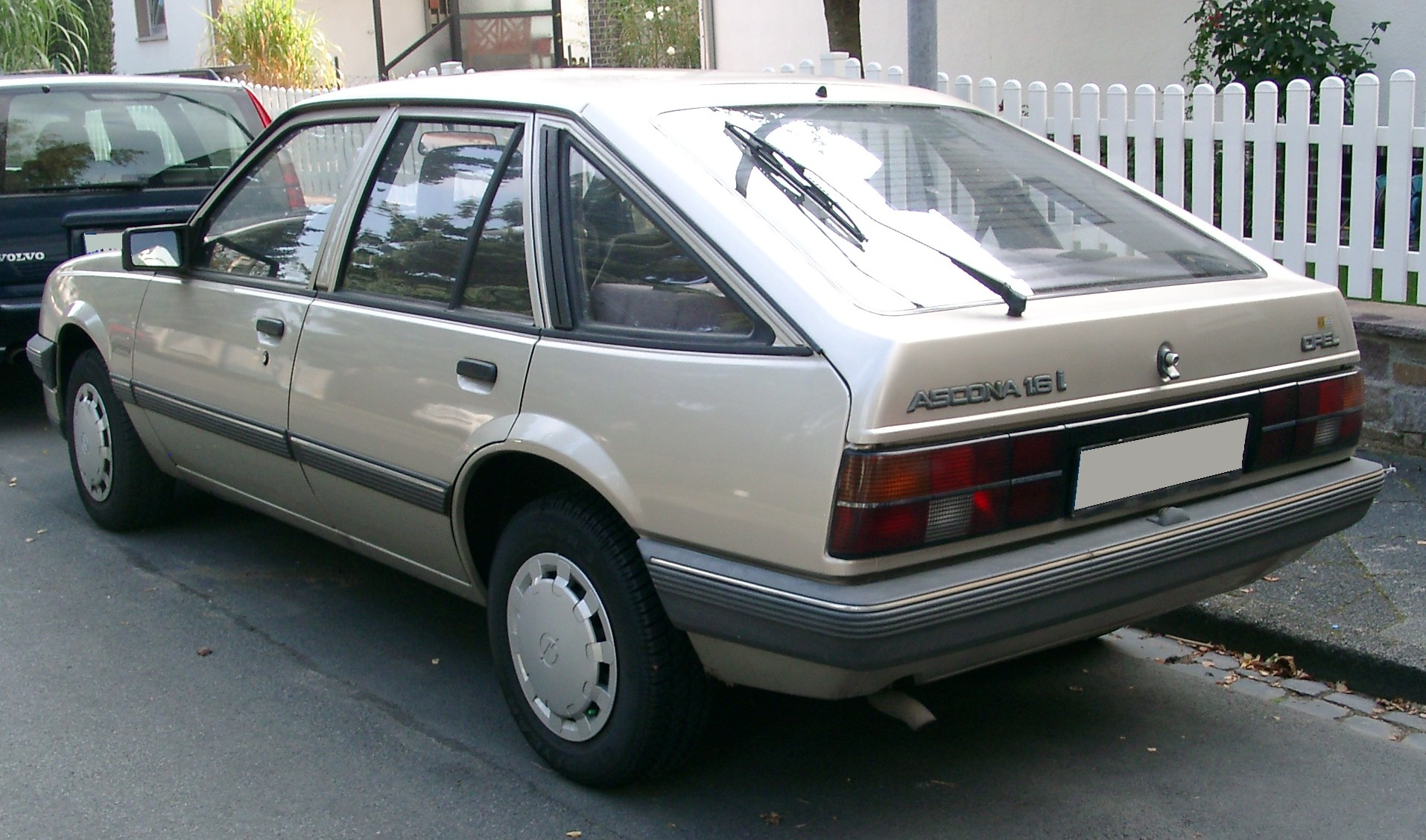
Opel Ascona à hayon (1986–1988)
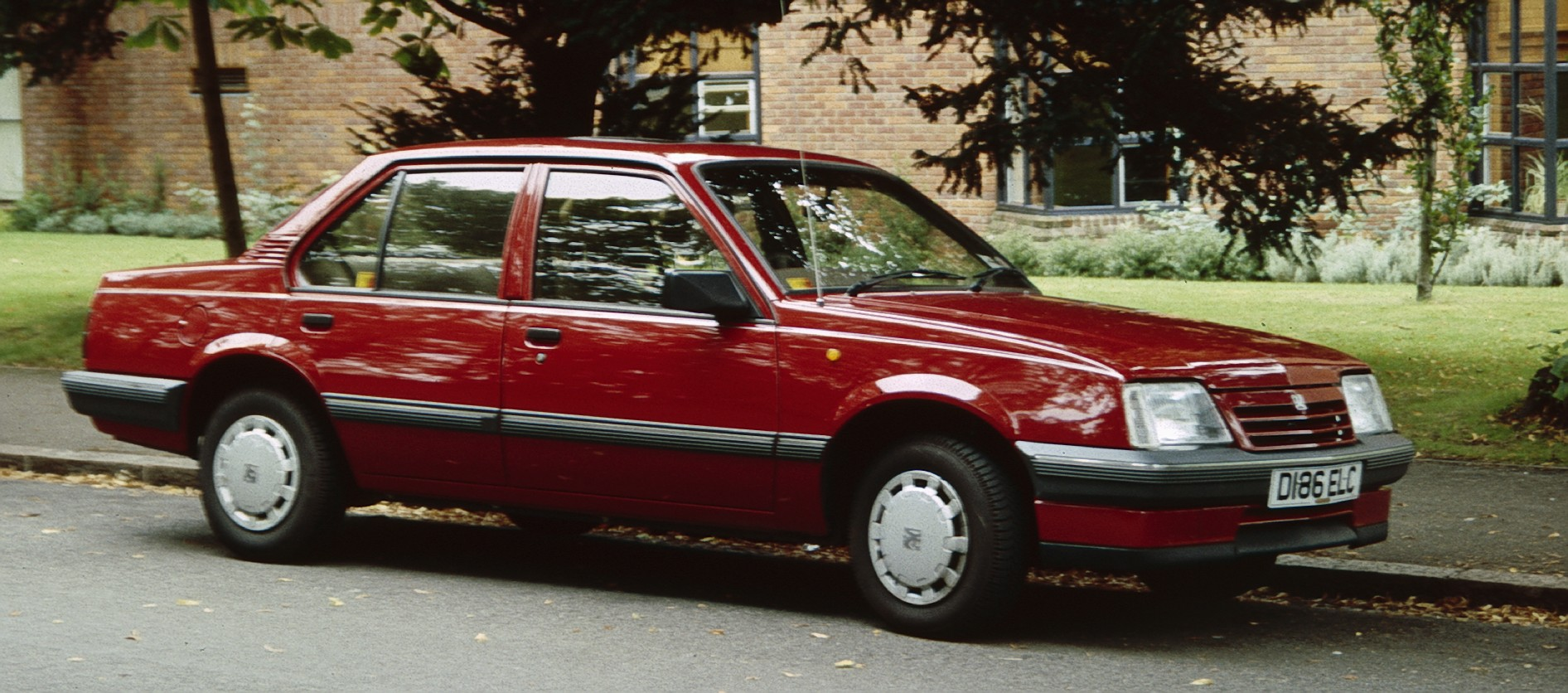
Vauxhall Cavalier 1.6 L
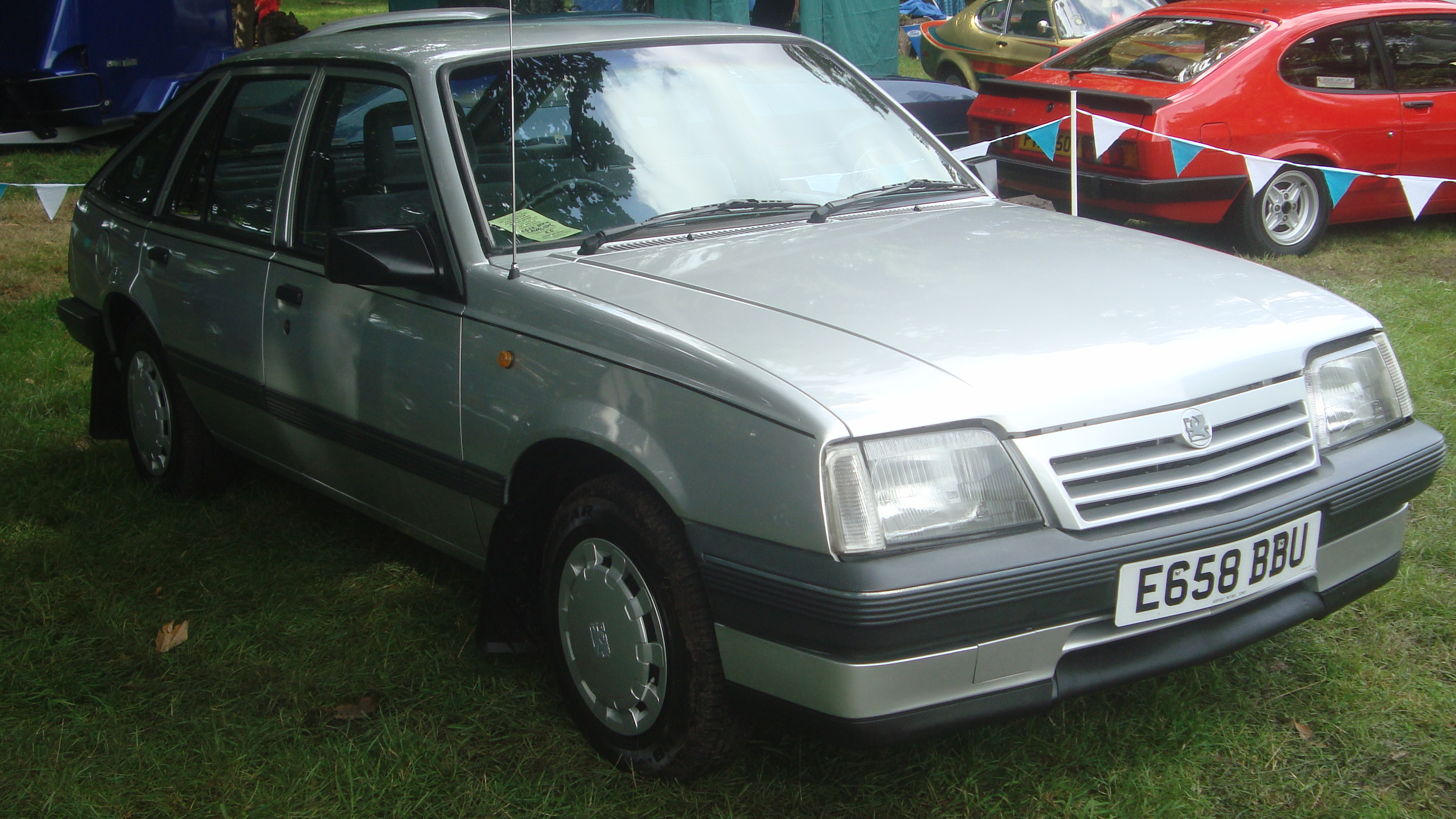
Vauxhall Cavalier 1.6 L
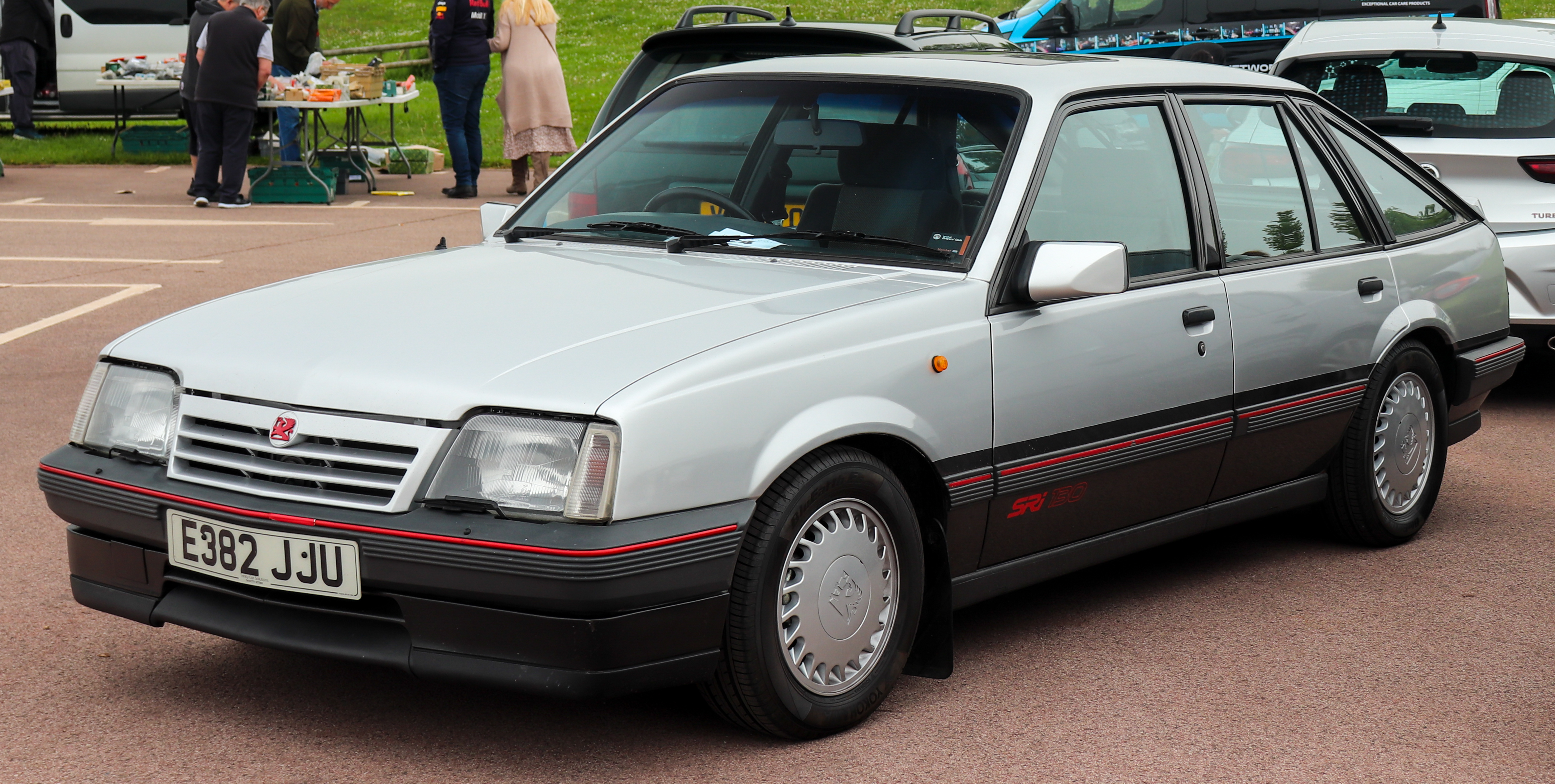
Vauxhall Cavalier SRi
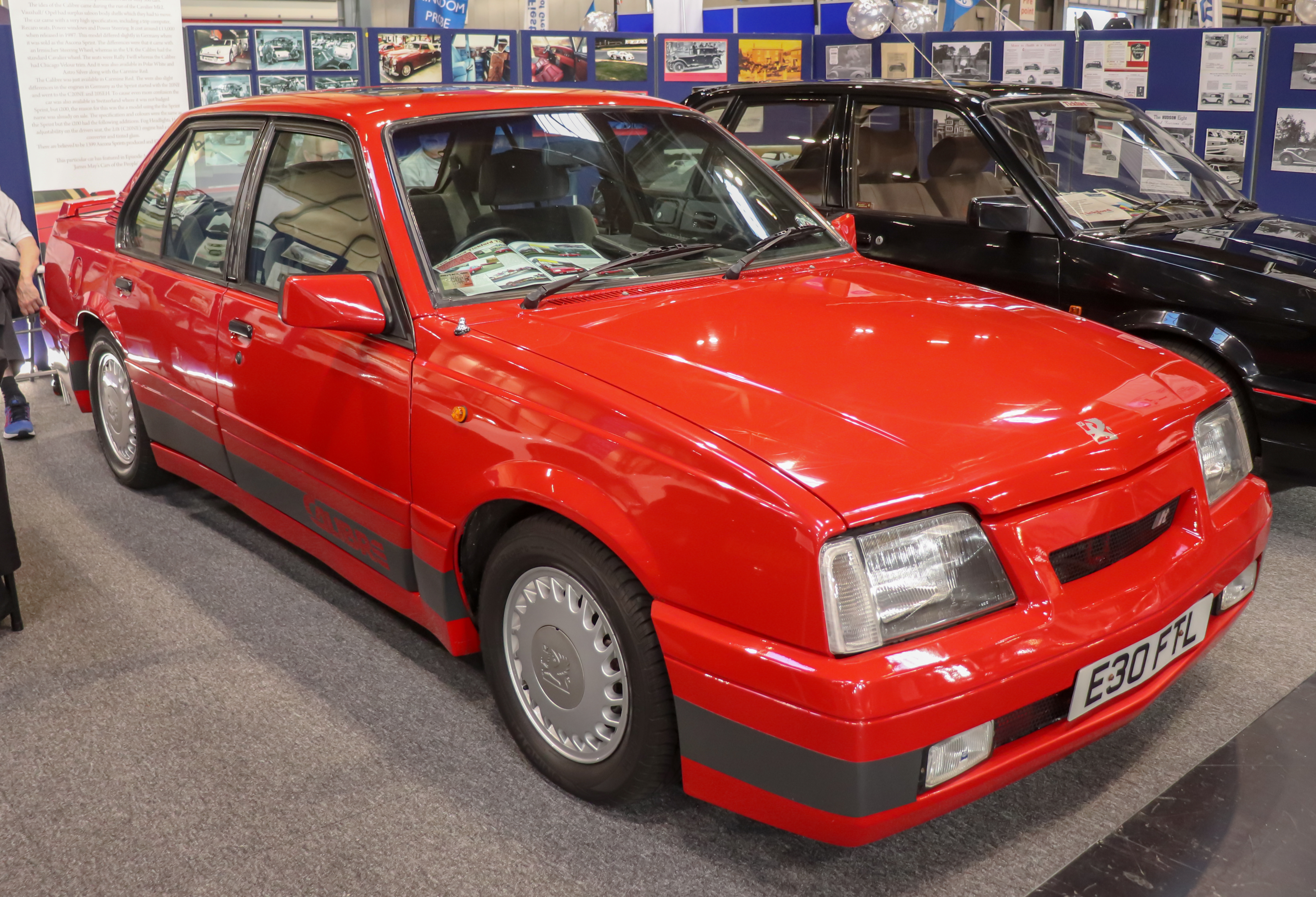
Vauxhall Cavalier Calibre

## Moteurs
- 1.3 N (LY1) de 44 kW (60 ch), carburateur 35PDSI de Solex
- 1.3 S (LX9) de 55 kW (75 ch), carburateur Varajet II de GM
- 1.3 S (LX9) de 55 kW (75 ch), carburateur 2E3 de Pierburg
- 1.6 N (LY5) de 55 kW (75 ch), carburateur 1B1 de Pierburg
- 1.6 LZ (L73) de 55 kW (75 ch), injection centrale de Multec avec pot catalytique
- 1.6 NZ (L73) de 55 kW (75 ch), injection centrale de Multec
- 1.6 NZ (L73) de 55 kW (75 ch), injection centrale de Multec avec pot catalytique
- 1.6 SV (2H1) de 60 kW (82 ch), carburateur 2E3 de Pierburg
- 1.6 SH (L16) de 66 kW (90 ch), carburateur Varajet II de GM
- 1.8 NV (LV9) de 62 kW (84 ch), carburateur électronique 2EE de Pierburg
- 1.8 NE (LV6) de 74 kW (100 ch), injecteur Lu-Jetronic de Bosch avec pot catalytique
- 1.8 E (LV6) de 85 kW (115 ch), injecteur LE-Jetronic
- 2.0 NEF de 74 kW (100 ch), injecteur Motronic ML4.1 de Bosch avec pot catalytique
- 2.0 NE (LE4) de 85 kW (115 ch), injecteur Motronic ML4.1 de Bosch
- 2.0 NE (LE4) de 85 kW (115 ch), injecteur Motronic ML4.1 de Bosch avec pot catalytique
- 2.0 SEH (2H4) de 96 kW (130 ch), injecteur Motronic ML4.1 de Bosch
- 1.6 D/1.6 DA (L53) de 40 kW (54 ch), diesel à chambre vortex

## Modèles à plate-forme J dans le monde entier

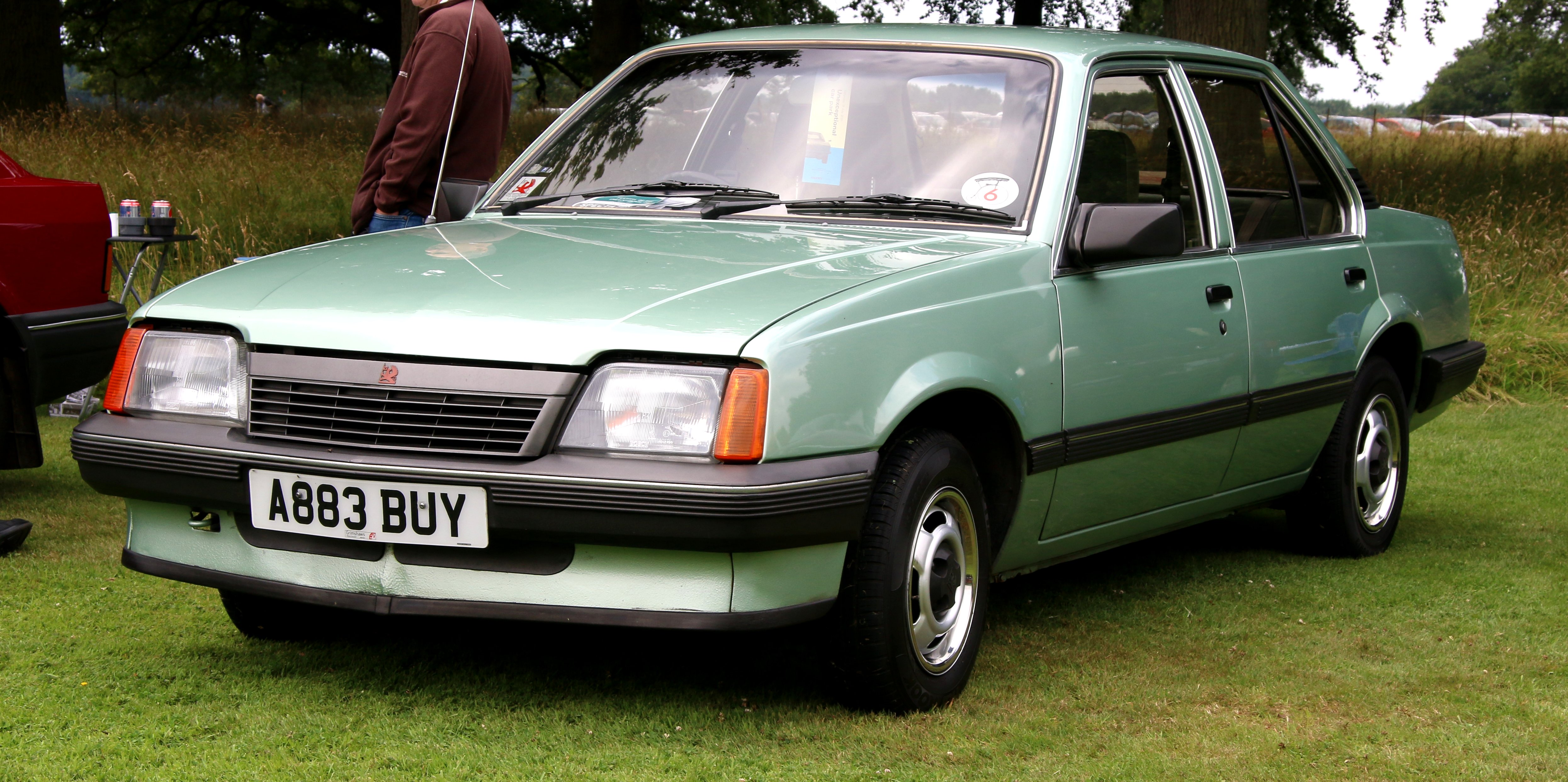
Vauxhall Cavalier Mark II

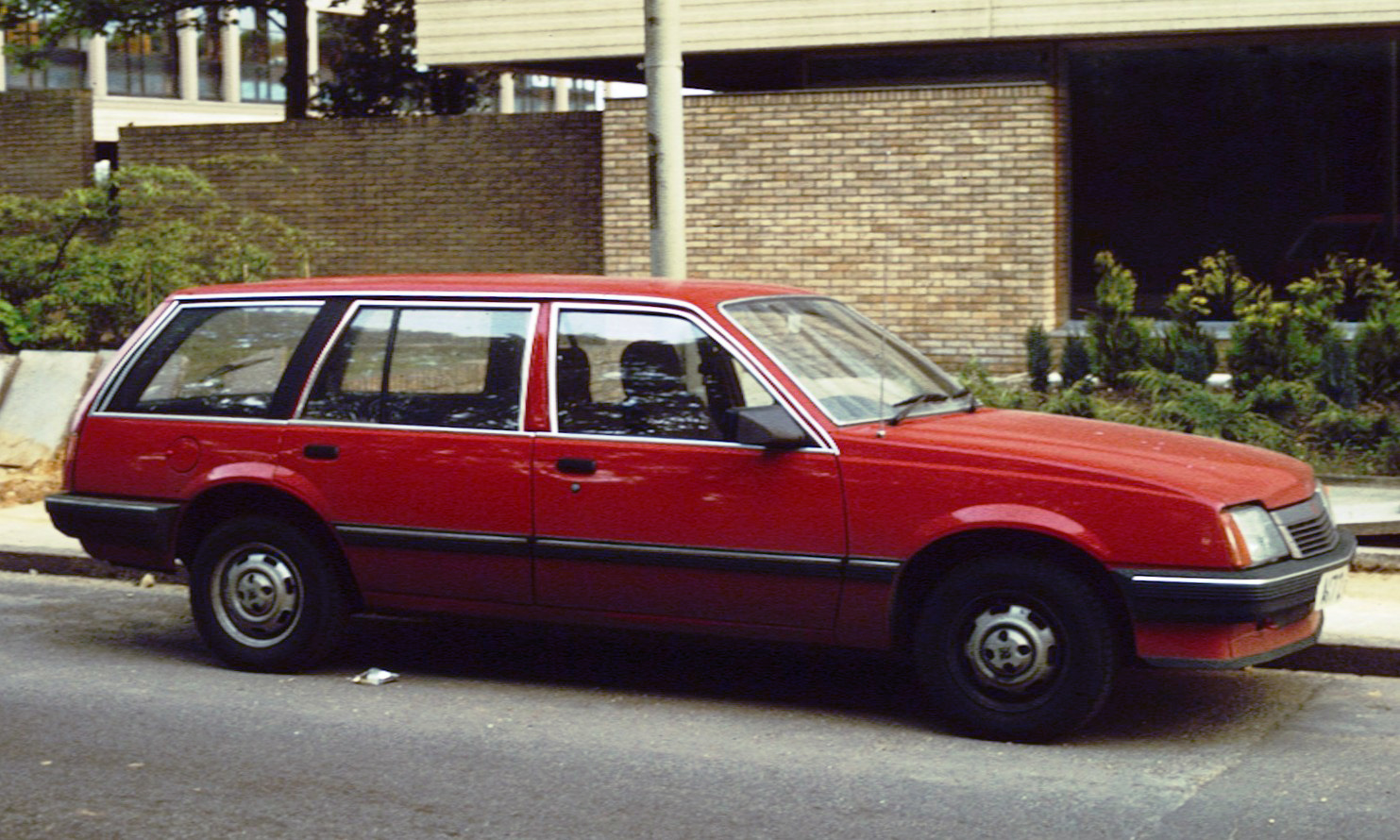
Vauxhall Cavalier Mark II Estate

L'Ascona C était vendue au Royaume-Uni sous le nom de Vauxhall Cavalier. Ce modèle était également disponible en version break (Vauxhall Cavalier Estate), qui n'était pas proposée en Allemagne. Holden fabriquait les composants nécessaires en Australie. Le faible nombre d'unités de la variante à hayon et le grand succès commercial du Kadett Caravan et de son concurrent direct, le Volkswagen Passat Variant, conduisent à la conclusion qu'Opel aurait probablement vendu davantage de modèles Ascona en Allemagne avec cette variante break. Curieusement, ce phénomène a été ignoré pendant les huit années de production de l'Ascona et cette stratégie s'est poursuivie jusqu'à la Vectra B.
En Amérique du Nord, la famille à plate-forme J, qui comprend également l'Ascona C, comprenait les modèles Chevrolet Cavalier, Buick Skyhawk, Oldsmobile Firenza, Pontiac J2000 et Cadillac Cimarron, qui y étaient vendus sous forme de berlines tricorps, breaks et coupés à hayon. Au Brésil, l'Ascona C était également vendue sous le nom de Chevrolet Monza dans une version fastback trois portes non disponible ailleurs. En Australie, l'Ascona a subi des retouches de carrosserie et était assemblée sous le nom de Holden Camira. Au Japon, sa propre version à plate-forme J est sortie des chaînes de montage avec ses propres moteurs sous le nom d'Isuzu Aska. En outre, l'Espero, produite par Daewoo et basée sur l'Ascona C, était également vendue en Allemagne au milieu des années 1990.

## Conversions en cabriolet
L'Ascona C était également proposée en version cabriolet avec différents moteurs et différentes variantes d'équipement. La berline tricorps deux portes a servi de base à cela. Hammond & Thiede a transformé la plupart des véhicules d'usine à la carrosserie Voll de Würzburg-Heidingsfeld. Près de 2 900 unités furent produites de l’été 1983 à l’automne 1988. En Allemagne, le cabriolet de Hammond & Thiede pouvait être commandé auprès de n'importe quel concessionnaire Opel. Au Royaume-Uni, elle était proposée sous le nom de Vauxhall Cavalier Convertible. Une autre version, le cabriolet Keinath C3, a été construite à 434 unités. D'autres tentatives de version cabriolet de l'Ascona C de Michelotti, la Tropic et l'Hy-Tech, avaient échoué auparavant.

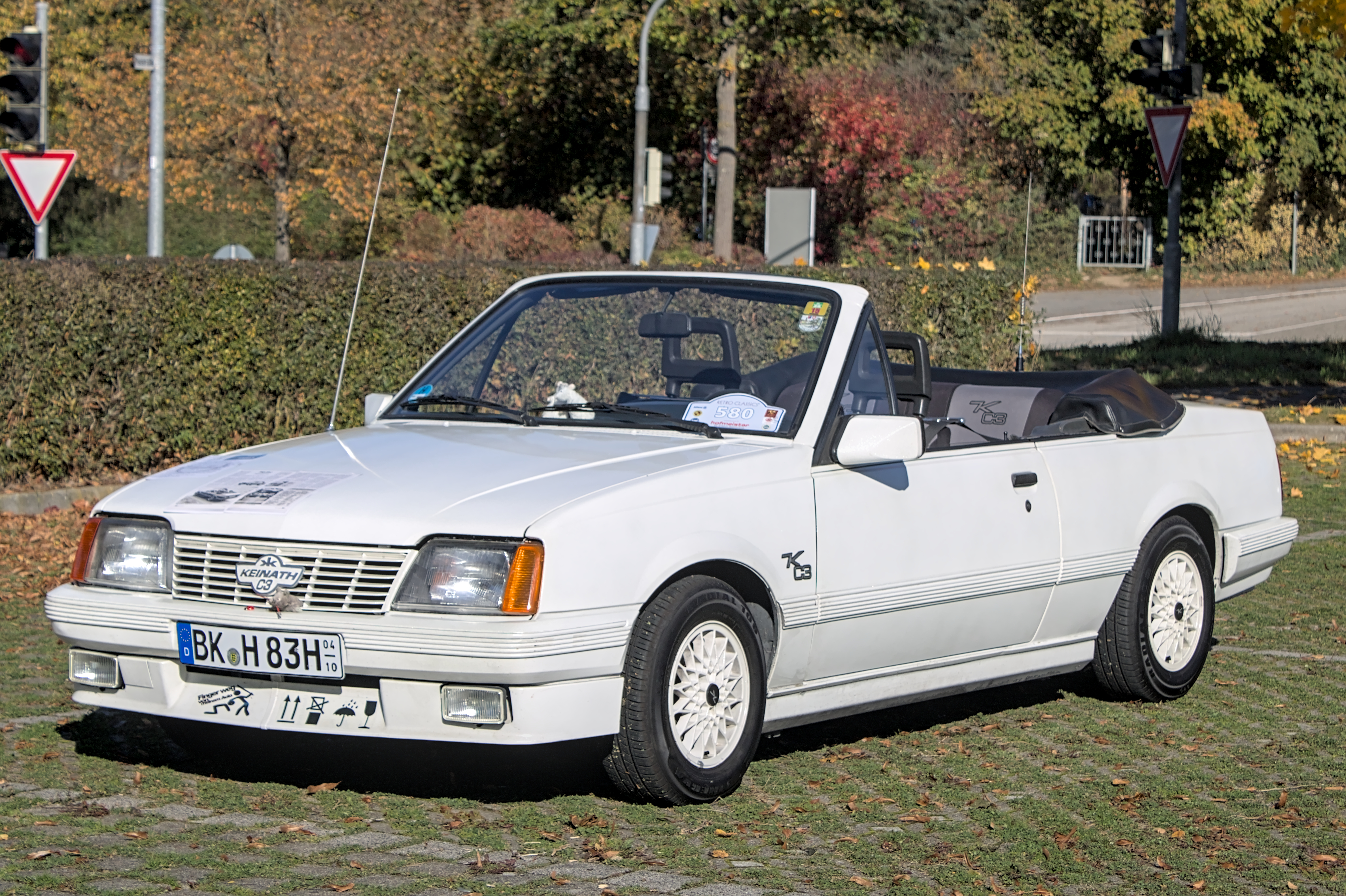
Keinath C3
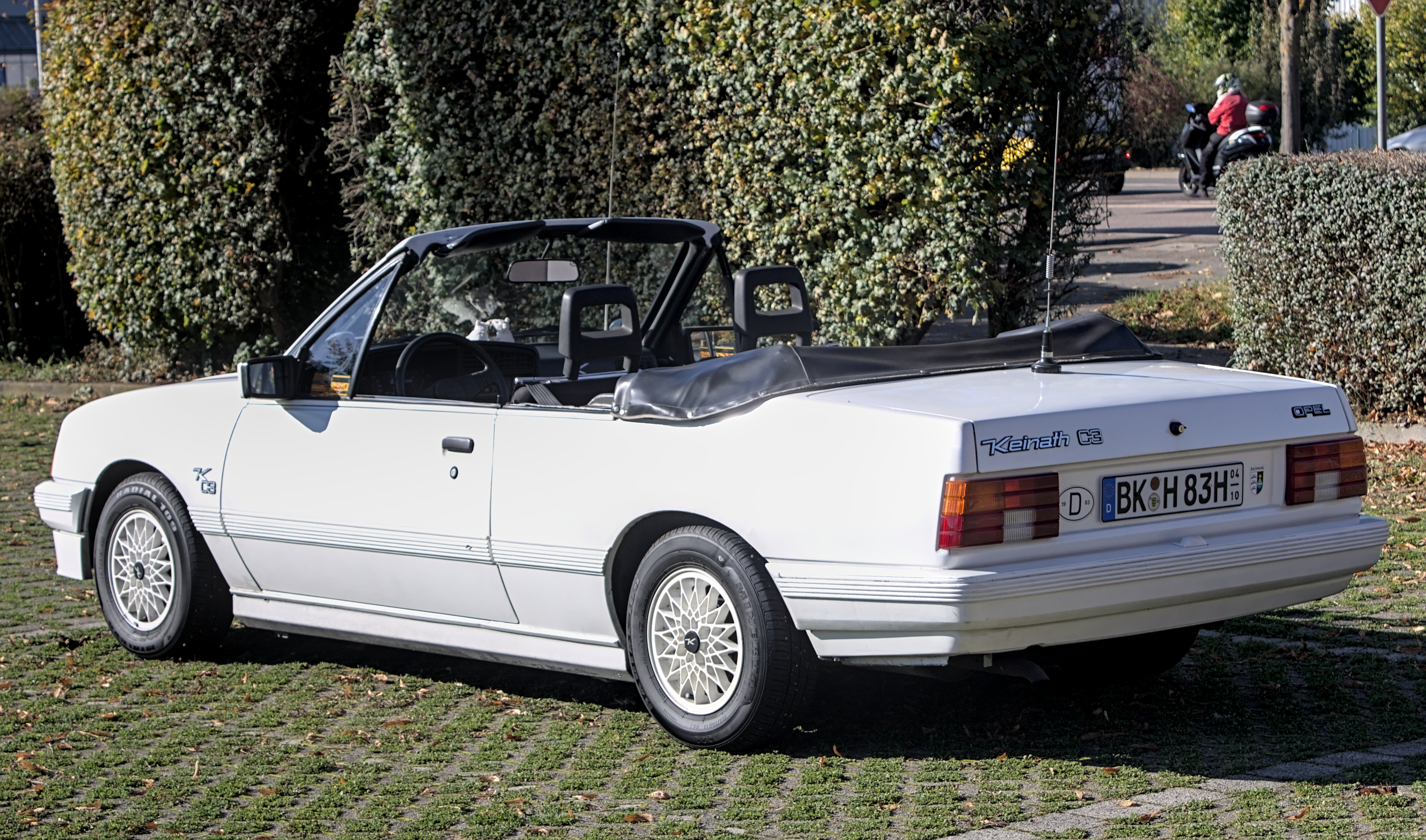
Vue arrière